# Chraboły (powiat bielski)
Chraboły – wieś w Polsce położona w województwie podlaskim, w powiecie bielskim, w gminie Bielsk Podlaski. Leży przy trasie Białystok – Lublin (droga krajowa nr 19), nad rzeką Orlanką.

## Historia
W 1529 r. trzech bartników z Chraboł osiedliło się pod Knyszynem, dając początek miejscowości o tej samej nazwie, która istnieje do dziś.
W 1795 roku była to wieś królewska położona w starostwie bielskim w ziemi bielskiej województwa podlaskiego Wielkiego Księstwa Litewskiego.
Według Pierwszego Powszechnego Spisu Ludności, przeprowadzonego w 1921 roku, wieś Chraboły zamieszkiwana była przez 54 osoby (28 kobiet i 26 mężczyzn) w 7 domach. Wszyscy mieszkańcy miejscowości zadeklarowali wówczas białoruską przynależność narodową oraz wyznanie prawosławne. W owym czasie miejscowość znajdowała się w gminie Wyszki.
W latach 1952–1954 i 1973–1976 miejscowość była siedzibą gminy Chraboły. W latach 1954–1972 wieś należała i była siedzibą władz gromady Chraboły. W latach 1975–1998 miejscowość należała administracyjnie do województwa białostockiego.

## O wsi
We wsi znajduje się szkoła podstawowa, niepubliczny zespół opieki zdrowotnej oraz apteka.
Niedaleko miejscowości, w uroczysku Hołowkowo znajduje się prawosławna czasownia pod wezwaniem św. Jana Teologa, należąca do parafii w Rajsku.

## Inne
W latach 1956–1975 w Chrabołach prowadzane były badania dialektologiczne przez zespół językoznawców pod kierownictwem Władysława Kuraszkiewicza. Na podstawie tych badań stwierdzono, że gwara mieszkańców wsi Chraboły w rzeczywistości jest
gwarą języka ukraińskiego. Stanowiło to swoisty fenomen, ze względu na fakt, że mieszkańcy nigdy nie wykształcili ukraińskiej odrębności narodowej i określali się jako Tutejsi, natomiast w spisach powszechnych podawali narodowość białoruską. Współcześnie gwarę tę określa się jako ukraińską gwarę podlaską. Jednakże aktualnie używa jej jedynie starsze pokolenie mieszkańców miejscowości, w związku z czym przewiduje się jej całkowite wyginięcie w najbliższej przyszłości.
Wierni kościoła rzymskokatolickiego należą do parafii Matki Bożej z Góry Karmel w Bielsku Podlaskim.